# India en los Juegos Paralímpicos de Tokio 2020
India estuvo representada en los Juegos Paralímpicos de Tokio 2020 por un total de 54 deportistas, 40 hombres y 14 mujeres.

## Medallistas
El equipo paralímpico india obtuvo las siguientes medallas:
| Nombre                | Deporte       | Evento                                     |
| --------------------- | ------------- | ------------------------------------------ |
| Oro                   |               |                                            |
| Sumit Antil           | Atletismo     | Jabalina F64 masculino                     |
| Pramod Bhagat         | Bádminton     | Individual SL3 masculino                   |
| Krishna Nagar         | Bádminton     | Individual SH6 masculino                   |
| Avani Lekhara         | Tiro          | Rifle de aire de pie 10 m SH1 femenino     |
| Manish Narwal         | Tiro          | Pistola 50 m SH1 mixto                     |
| Plata                 |               |                                            |
| Yogesh Kathuniya      | Atletismo     | Disco F56 masculino                        |
| Devendra Jhajharia    | Atletismo     | Jabalina F46 masculino                     |
| Nishad Kumar          | Atletismo     | Salto de altura T47 masculino              |
| Mariyappan Thangavelu | Atletismo     | Salto de altura T63 masculino              |
| Praveen Kumar         | Atletismo     | Salto de altura T64 masculino              |
| Suhas Yathiraj        | Bádminton     | Individual SL4 masculino                   |
| Bhavina Patel         | Tenis de mesa | Individual 4 femenino                      |
| Singhraj Adhana       | Tiro          | Pistola 50 m SH1 mixto                     |
| Bronce                |               |                                            |
| Sundar Singh Gurjar   | Atletismo     | Jabalina F46 masculino                     |
| Sharad Kumar          | Atletismo     | Salto de altura T63 masculino              |
| Manoj Sarkar          | Bádminton     | Individual SL3 masculino                   |
| Avani Lekhara         | Tiro          | Rifle en tres posiciones 50 m SH1 femenino |
| Singhraj Adhana       | Tiro          | Pistola de aire 10 m SH1 masculino         |
| Harvinder Singh       | Tiro con arco | Recurvo individual clase abierta masculino |